# 노이몬트
노이몬트(Neumond)는 울펜슈타인: 더 뉴 오더, 울펜슈타인 2: 더 뉴 콜로서스에 등장하는 가공의 기업으로 작중 음반사인 노이몬트 레코드(Neumond Records)와 텔레비전 방송국인 노이몬트 TV 프로덕션(Neumond TV Production)으로 나뉘어 있다.

## 노이몬트 레코드
노이몬트 레코드(Neumond Records)는 울펜슈타인: 더 뉴 오더에서 등장하는 가공의 음반사로 나치즘 분위기의 독일어 가사로 제작된 팝 음악들을 발매하였다. 등장하는 곡들은 실제로 있는 음악가들나 노래들을 작중 배경을 바탕으로 재구성하여 제작되었다.

### 음악 목록
- Viktor & Die Volkalisten - "Berlin Boys and Stuttgart Girls"
- The Bunkers - "Toe the Line"
- Hans - "Mein Kleiner VW"
- Schwarz-Rote Welle - "Ich bin überall"
- The Comet Tails - "Weltraumsurfen"
- Die Schäferhunde - "Zug nach Hamburg"
- Karl & Karla - "Tapferer Kleiner Liebling"
- Die Käfer - "Mond, Mond, Ja, Ja"
- Wilbert Eckhart und seine Volksmusik Stars - "House of the Rising Sun"
- Ralph Becker - "Boom! Boom!"
- Die Partei Damen - "Nowhere to Run"

## 노이몬트 TV 프로덕션
노이몬트 TV 프로덕션(Neumond TV Production)은 울펜슈타인 2: 뉴 콜로서스에서 등장하는 가공의 방송국이다. 실제 미국에서 방영되었던 텔레비전 프로그램들을 나치즘 선전 프로그램으로 꾸며낸 영상들을 제작하였다.

### 프로그램 목록
- 리젤(Liesel): TV 시리즈 래시를 원작으로 했으며 판처훈트라는 로봇 개가 등장한다.
- 트러스트 인 브라더(Trust in Brother): 나치즘을 선전하는 시트콤이다.
- 엘리트 한스(Elite Hans): 지아이조의 패러디로 울펜슈타인 시리즈의 나치 주요인물들을 주제로한 액션 피규어 광고로 주인공 B.J가 테러 빌리(Terror Billy)라는 이름으로 악당 역할의 피규어로 등장한다.
- 블리츠멘쉬(Blitzmensch): 배트맨을 패러디한 애니메이션으로 초능력으로 번개를 이용해 엉클 샘, 카우걸, 메이저리그 선수 등 미국의 상징으로 구성된 악당들을 물리친다는 내용을 담고 있다.
- 독일어가 아니면 죽음을!(German or Else!): 독일어 퀴즈 프로그램으로 도전자끼리 경쟁하면서 퀴즈에서 최종탈락할 경우 나치 간부들에게 연행되어 재교육을 받게된다. 프로그램이 끝날 시간에 진행자가 남은 영어 사용 기간을 알려주면서 독일어 학습을 강조하며 프로그램이 끝난다.

## 같이 보기
- 울펜슈타인: 더 뉴 오더
- 울펜슈타인 2: 뉴 콜로서스